# アニメ文化通信
アニメ文化通信（- ぶんかつうしん）は、2007年9月7日から2009年4月3日まで超!A&G+で放送されたラジオ番組。パーソナリティは長谷川のび太、氷川竜介、坂祥美。

## 放送概要
パーソナリティ
- 長谷川のび太、氷川竜介、坂祥美

放送時間
- 2007年9月7日 - 2007年9月28日
金曜日 19:00 - 20:00（リピート放送：金曜日 24:00 - 25:00、土曜日 9:00 - 10:00、14:00 - 15:00）
- 2007年10月5日 - 2008年4月4日
金曜日 19:00 - 20:00（リピート放送：金曜日 24:00 - 25:00、土曜日 9:00 - 10:00、14:00 - 15:00、日曜日 8:00 - 9:00、月曜日 15:00 - 16:00）
- 2008年4月11日 -　2008年10月3日
金曜日 20:00 - 21:00（リピート放送：土曜日 10:00 - 11:00、日曜日 14:00 - 15:00）
- 2008年10月10日 - 2009年4月3日
金曜日 20:00 - 21:00（リピート放送：土曜日 10:00 - 11:00）

超!アニメロ（ニコニコ動画経由での配信）
- 2008年10月24日 - 2009年4月10日
隔週金曜日 19:00更新（超!A&G+より7日遅れ）

## コーナー
- アニメ文化批評
- 坂祥美の数字で斬るアニメ事情
- アニメの匠
アニメ業界で活躍している人をゲストに迎える。
- よっぴぃの匠に聞いてみよう
- 音の匠
アニメ作品やラジオドラマに欠かせない効果音のプロフェッショナルを作っている人をゲストに迎える。（2008年11月14日放送分～）

※なお、年末年始に当たる更新分は「アニメ文化批評」を拡大して「行く年来る年のアニメ業界」の出来事を特集した特別内容となっている。
（#9・#35に当たる放送分）

## ゲスト
- #01 吉野裕行
- #02 中尾隆聖
- #03 井上喜久子
- #04 山口勝平
- #05 日髙のり子
- #06 藤田淑子
- #07 諏訪道彦
- #08 南沢道義（81プロデュース代表取締役）
- #10 若本規夫
- #11 野崎圭一（JVCエンタテインメント 映像本部 フライングドッグ制作部 音楽制作グループ長 音楽プロデューサー）
- #12 亀山俊樹
- #13 小杉十郎太
- #14 鈴木仁（東京国際アニメフェア実行委員会事務局 チーフプロデューサー）
- #15 岩田光央
- #16 大久保洋（レッドローバージャパン 副社長）、南雅彦、加藤千穂美（ラブルートゼロ 原案・監修）、遠藤（WOWOW宣伝担当）
- #17 山本麻里安
- #18 まるたまり
- #19 はなしまなおみ（バイオリニスト）
- #20 田中公平
- #21 川本成
- #22 野中藍
- #23 楠田敏之
- #24 飯塚雅弓
- #25 喜多村英梨
- #26 近藤隆
- #27 松野太紀
- #28 佐々木望
- #29 山崎理
- #30 林部一孝（東京アニメセンター事務長代行）
- #31 中村みな、松来未祐
- #32 玉井和雄（元文化放送の音響効果マン）
- #33 飯塚雅弓
- #34 野川さくら
- #36 柳野龍男（映画「八月のシンフォニー」総作画監督）
- #37 こいずみよしのり（株式会社マリン・エンタテインメント）
- #38 鈴木仁（東京国際アニメフェア実行委員会事務局 チーフプロデューサー）
- #39 國府田マリ子
- #40 小林ゆう
- #41 長谷川のび太（このコーナーのみゲスト扱いで登場。コーナーの進行は編集部員の坂祥美が担当していた。）

## 番組のエピソード
- 年末年始に当たる放送分と7月から8月に当たる放送分は長谷川の本業であるスポーツ実況・スポーツ番組スタジオ担当の仕事の都合上、更新を休止し、その間はリピート放送を通常より多めに行なっている。そのため同じ平日20時枠の番組に比べると回数が少ない。
- 第35回放送分より完全動画配信番組になっている（その前にも第31回より半動画配信を実施しており、第32回の「音の匠」は一部動画配信で放送されていた）。
- 第37回・第38回放送分は坂が都合により番組を欠席。代理編集部員を雇い番組を進行している。